# Levente (zm. 1047)
Levente (zm. 1047) – węgierski książę z dynastii Arpadów. 
Levente był synem Vazula, stryjecznego brata Stefana I Świętego, i nieznanej z imienia kobiety z rodu Tátonyego. Młodszy brat Andrzeja I i Beli I. Po 1031 a przed 1038 rokiem, jak przypuszcza Bálint Hóman prawdopodobnie około roku 1035, gdy jego ojciec został oślepiony na rozkaz króla Stefana I, Levente wraz z braćmi uciekł z Węgier. Na początku bracia schronili się w Czechach, skąd przenieśli się do Polski. Bela zdecydował się tam pozostać, podczas gdy jego bracia, udali się na Ruś na dwór księcia Jarosława Mądrego.
W 1046 roku Andrzej i Levente z ruską pomocą wkroczyli na Węgry, dążąc do obalenia króla Piotra Orseolo. Ten został pokonany i tron węgierski objął Andrzej. Jednak Levente został ciężko ranny w bitwie z wojskami Piotra Orseolo. Zmarł w ciągu roku w wyniku obrażeń.
Levente był ostatnim przedstawicielem Arpadów, który nie przyjął chrześcijaństwa.